# Halina Daniszewska
Halina Teresa Daniszewska (ur. 10 stycznia 1931 w Wieruszowie, zm. 2 września 2021 w Częstochowie) – polska działaczka branżowa, posłanka na Sejm PRL VIII kadencji (1982–1985).

## Życiorys
Członek Związku Młodzieży Polskiej w latach 1948–1955. W 1955 uzyskała wykształcenie wyższe z tytułem inżynier włókiennik w Szkole Inżynierskiej w Częstochowie. Była głównym technologiem w Przędzalni Czesankowej „Elanex” w Częstochowie. Pełniła funkcję wiceprzewodniczącej Oddziału Wojewódzkiego Stowarzyszenia Włókienników Polskich w Częstochowie. Była radną i członkiem prezydium Wojewódzkiej Rady Narodowej w Częstochowie oraz ławnikiem sądu powiatowego. Mandat posła VIII kadencji objęła 26 lutego 1982, zastępując generała Stanisława Kowalczyka z Polskiej Zjednoczonej Partii Robotniczej w okręgu Częstochowa. Zasiadała w Komisjach Handlu Wewnętrznego, Drobnej Wytwórczości i Usług; Przemysłu Lekkiego; Przemysłu oraz Rynku Wewnętrznego, Drobnej Wytwórczości i Usług.
Pochowana na cmentarzu św. Rocha w Częstochowie.

## Odznaczenia
- Krzyż Kawalerski Orderu Odrodzenia Polski
- Srebrny Krzyż Zasługi